# Bristol Belvedere
Die Bristol 192 Belvedere war ein schwerer Tandemhubschrauber der Bristol Aeroplane Company. Nach der Übernahme der Hubschrauberabteilung von Bristol durch Westland im Jahre 1961 wurde die Maschine als Westland Belvedere vermarktet.

## Entwicklung
Basierend auf dem Modell 173 besaß die Belvedere zwei über eine lange Welle miteinander verbundene Rotoren, so dass der Hubschrauber beim Ausfall eines Triebwerks noch weiterfliegen konnte. Der erste Prototyp absolvierte am 5. Juli 1958 seinen Jungfernflug. Er besaß noch dreiblättrige Rotoren aus Holz, die ab dem fünften Prototyp durch vierblättrige Metallrotoren ersetzt wurden.
Die Belvedere war ursprünglich als zehnsitziger schneller Verbindungshubschrauber vorgesehen. Die Royal Air Force interessierte sich aber für einen Transporthubschrauber, der bis zu 18 vollausgerüstete Soldaten oder zweieinhalb Tonnen Fracht transportieren konnte und bestellte daher zunächst 22 Maschinen. Der Auftrag wurde später auf 26 Belvederes erweitert. Die Maschinen wurden von 1961 bis 1969 in verschiedenen Einheiten eingesetzt. Neben der 72. Squadron in RAF Odiham gehörten dazu auch Staffeln in Übersee, die 26. Squadron in RAF Kormaksar und die 66. Squadron in RAF Seletar.
Eine zivile Version als Intercity Zubringerflugzeug für 23 Passagiere war projektiert, wurde aber nicht gebaut.

## Maschinen im Museum
- XG452: International Helicopter Museum, Weston-super-Mare
- XG454: Museum of Science and Industry, Manchester

## Militärische Nutzung
Vereinigtes Königreich
- Royal Air Force

## Technische Daten
| Kenngröße             | Daten                                                        |
| --------------------- | ------------------------------------------------------------ |
| Typ                   | Transporthubschrauber mit Tandemrotoren                      |
| Verwendung            | Truppen- und Frachttransport, Rettungsflüge                  |
| Besatzung             | 2                                                            |
| Antrieb               | 2 × Napier Gazelle N. Ga. 2                                  |
| Leistung              | 2 × 920 Wellen-PS Dauerleistung, 2 × 1650 WPS Höchstleistung |
| Rumpflänge            | 16,6 m                                                       |
| Rotordurchmesser      | 14,9 m                                                       |
| Leermasse             | 5.234 kg                                                     |
| Startmasse            | 8.620 kg                                                     |
| maximale Zuladung     | 2.720 kg                                                     |
| Höchstgeschwindigkeit | 222 km/h                                                     |
| Dienstgipfelhöhe      | 5.273 m                                                      |